# Список чинних сенаторів США

Штати позначені червоним мають двох сенаторів-республіканців, позначені синім мають двох сенаторів-демократів, позначені фіолетовим мають по одному з кожної з цих партій. Світло-блакитні стрічки означають, що один із сенаторів є незалежним.

В цій статті наведено список чинних сенаторів США чинного 119-го скликання Конгресу США. Сенат США складається зі 100 сенаторів, по двоє із кожного з 50-ти штатів.

## Партійна приналежність
| Партія | Партія                 | Членів |
| ------ | ---------------------- | ------ |
|        | Республіканська партія | 53     |
|        | Демократична партія    | 45     |
|        | Незалежні              | 2      |
| Всього | Всього                 | 100    |

## Керівництво
| Посада                      | Партія | Партія         | Посадовець | Посадовець   | Штат            | Дата початку  |
| --------------------------- | ------ | -------------- | ---------- | ------------ | --------------- | ------------- |
| Президент Сенату            |        | республіканець |            | Джей Ді Венс | Огайо           | 20 січня 2025 |
| Тимчасовий президент Сенату |        | республіканець |            | Чак Грасслі  | Айова           | 3 січня 2025  |
| Лідер сенатської більшості  |        | республіканець |            | Джон Тун     | Південна Дакота | 3 січня 2025  |
| Лідер сенатської меншості   |        | демократ       |            | Чак Шумер    | Нью-Йорк        | 3 січня 2025  |

## Список сенаторів
| Штат              | Сенатор | Сенатор             | Партія | Партія         | Дата народження              | Початок повноважень | Перевибори | Проживання        | Професія | Попередні посади |
| ----------------- | ------- | ------------------- | ------ | -------------- | ---------------------------- | ------------------- | ---------- | ----------------- | --- | --- |
| Айдахо            |         | Майк Крейпо         |        | республіканець | 20 травня 1951 (73 роки)     | 3 січня 1999        | 2028       | Айдахо-Фоллс      | адвокат | Член Палати представників США Член Сенату Айдахо                                                                                       |
| Айдахо            |         | Джим Ріш            |        | республіканець | 3 травня 1943 (81 рік)       | 3 січня 2009        | 2026       | Бойсі             | професор скотар голова неурядової організації                                                                                  | Губернатор штату Айдахо Віцегубернатор штату Айдахо Тимчасовий президент Сенату Айдахо                                                 |
| Айова             |         | Чак Грасслі         |        | республіканець | 17 вересня 1933 (91 рік)     | 3 січня 1981        | 2028       | Нью-Гартфорд      | фермер професор в коледжі | Член Палати представників США Член Палати представників Айови                                                                          |
| Айова             |         | Джоні Ернст         |        | республіканка  | 1 липня 1970 (54 роки)       | 3 січня 2015        | 2026       | Ред-Оук           | фермерка офіцер Національної гвардії                                                                                           | Член Сенату Айови |
| Алабама           |         | Кеті Брітт          |        | республіканка  | 2 лютого 1982 (43 роки)      | 3 січня 2023        | 2028       | Монтгомері        | адвокатка | Член правління Федерації дикої природи Алабами                                                                                         |
| Алабама           |         | Томмі Тюбервіль     |        | республіканець | 18 вересня 1954 (70 років)   | 3 січня 2021        | 2026       | Бірмінгем         | тренер з футболу | — |
| Аляска            |         | Ліза Меркавскі      |        | республіканка  | 22 травня 1957 (67 років)    | 20 грудня 2002      | 2028       | Анкоридж          | адвокатка | Член Палати представників Аляски |
| Аляска            |         | Ден Салліван        |        | республіканець | 13 листопада 1964 (60 років) | 3 січня 2015        | 2026       | Анкоридж          | офіцер Корпусу морської піхоти США адвокат                                                                                     | Генеральний прокурор Аляски Помічник Держсекретаря США                                                                                 |
| Аризона           |         | Рубен Гальего       |        | демократ       | 20 листопада 1979 (45 років) | 3 січня 2025        | 2030       | Фінікс            | політичний стратег голова апарату члена міської ради Фінікса                                                                   | Член Палати представників США Член Палати представників Аризони                                                                        |
| Аризона           |         | Марк Келлі          |        | демократ       | 21 лютого 1964 (61 рік)      | 2 грудня 2020       | 2028       | Тусон             | астронавт НАСА | — |
| Арканзас          |         | Джон Бузмен         |        | республіканець | 10 грудня 1950 (74 роки)     | 3 січня 2011        | 2028       | Роджерс           | лікар-оптометрист | Член Палати представників США Член ради громадських шкіл Роджерса                                                                      |
| Арканзас          |         | Том Коттон          |        | республіканець | 13 травня 1977 (47 років)    | 3 січня 2015        | 2026       | Дарданель         | адвокат офіцер Армії США | Член Палати представників США |
| Вайомінг          |         | Сінтія Ламміс       |        | республіканка  | 10 вересня 1954 (70 років)   | 3 січня 2021        | 2026       | Шаєнн             | адвокат | Член Сенату Вайомінгу Член Палати представників Вайомінгу Член Палати представників США                                                |
| Вайомінг          |         | Джон Баррассо       |        | республіканець | 21 липня 1952 (72 роки)      | 25 червня 2007      | 2030       | Каспер            | хірург-ортопед менеджер медичного персоналу голова неурядової організації                                                      | Член Сенату Вайомінгу |
| Вашингтон         |         | Патті Мюррей        |        | демократка     | 11 жовтня 1950 (74 роки)     | 3 січня 1993        | 2028       | Сіетл             | вчителька лобістка | Член Сенату Вашингтона Член шкільної ради Шорлайна                                                                                     |
| Вашингтон         |         | Марія Кантвелл      |        | демократка     | 13 жовтня 1958 (66 років)    | 3 січня 2001        | 2030       | Едмондс           | віцепрезидент з маркетингу | Член Палати представників США Член Палати представників Вашингтону                                                                     |
| Вермонт           |         | Пітер Велч          |        | демократ       | 2 травня 1947 (77 років)     | 3 січня 2023        | 2028       | Норвіч            | адвокат організатор громади | Член Палати представників США |
| Вермонт           |         | Берні Сандерс       |        | незалежний     | 8 вересня 1941 (83 роки)     | 3 січня 2007        | 2030       | Берлінгтон        | кінорежисер письменник політичний активіст                                                                                     | Член Палати представників США Мер міста Берлінгтон                                                                                     |
| Вірджинія         |         | Марк Ворнер         |        | демократ       | 15 грудня 1954 (70 років)    | 3 січня 2009        | 2026       | Александрія       | бізнесмен венчурний капіталіст                                                                                                 | Губернатор штату Вірджинія |
| Вірджинія         |         | Тім Кейн            |        | демократ       | 26 лютого 1958 (67 років)    | 3 січня 2013        | 2030       | Ричмонд           | міссіонер адвокат вчитель | Губернатор штату Вірджинія Віцегубернатор штату Вірджинія Мер міста Ричмонд                                                            |
| Вісконсин         |         | Рон Джонсон         |        | республіканець | 8 квітня 1955 (69 років)     | 3 січня 2011        | 2028       | Ошкош             | бухгалтер корпоративний керівник                                                                                               | — |
| Вісконсин         |         | Теммі Болдвін       |        | демократка     | 11 лютого 1962 (63 роки)     | 3 січня 2013        | 2030       | Медісон           | адвокатка | Член Палати представників США Член Асамблеї Вісконсина Член Наглядової ради округу Дейн                                                |
| Гаваї             |         | Браян Шац           |        | демократ       | 20 жовтня 1972 (52 роки)     | 26 грудня 2012      | 2028       | Гонолулу          | Голова неурядової організації                                                                                                  | Віцегубернатор штату Гаваї Член Палати представників Гаваїв                                                                            |
| Гаваї             |         | Мейзі Хіроно        |        | демократка     | 3 листопада 1947 (77 років)  | 3 січня 2013        | 2030       | Гонолулу          | адвокатка | Член Палати представників США Віцегубернатор штату Гаваї Член Палати представників Гаваїв                                              |
| Делавер           |         | Ліза Блант Рочестер |        | демократка     | 10 лютого 1962 (63 роки)     | 3 січня 2025        | 2030       | Вілмінгтон        | керівниця некомерційної організації консультантка                                                                              | Член Палати представників США |
| Делавер           |         | Кріс Кунс           |        | демократ       | 9 вересня 1963 (61 рік)      | 15 листопада 2010   | 2026       | Вілмінгтон        | голова неурядової організації адвокат                                                                                          | Голова округу Нью-Касл Член ради округу Нью-Касл                                                                                       |
| Джорджія          |         | Джон Оссофф         |        | демократ       | 16 лютого 1987 (38 років)    | 20 січня 2021       | 2026       | Атланта           | журналіст | — |
| Джорджія          |         | Рафаель Ворнок      |        | демократ       | 23 липня 1969 (55 років)     | 20 січня 2021       | 2028       | Атланта           | пастор | — |
| Західна Вірджинія |         | Джим Джастіс        |        | республіканець | 27 квітня 1951 (73 роки)     | 14 січня 2025       | 2030       | Льюїсбург         | бізнесмен власник The Greenbrier                                                                                               | Губернатор штату Західна Вірджинія |
| Західна Вірджинія |         | Шеллі Мур-Капіто    |        | республіканка  | 26 листопада 1953 (71 рік)   | 3 січня 2015        | 2026       | Чарлстон          | радниця з вибору кар'єри в коледжі директорка освітнього інформаційного центру                                                 | Член Палати представників США Член Палати делегатів Західної Вірджинії                                                                 |
| Іллінойс          |         | Дік Дурбін          |        | демократ       | 21 листопада 1944 (80 років) | 3 січня 1997        | 2026       | Спрингфілд        | адвокат професор | Член Палати представників США |
| Іллінойс          |         | Теммі Дакворт       |        | демократка     | 12 березня 1968 (57 років)   | 3 січня 2017        | 2028       | Гоффман-Естейтс   | офіцер Національної Гвардії Армії США менеджерка персоналу Ротарі Інтернешнл координаторка в Університеті Північного Іллінойсу | Член Палати представників США Помічниця Міністра у справах ветеранів США міністр у справах ветеранів Іллінойсу                         |
| Індіана           |         | Тодд Янг            |        | республіканець | 24 серпня 1972 (52 роки)     | 3 січня 2017        | 2028       | Блумінгтон        | офіцер морської піхоти професор консультант                                                                                    | Член Палати представників США |
| Індіана           |         | Джим Бенкс          |        | республіканець | 16 квітня 1979 (45 років)    | 3 січня 2025        | 2030       | Коламбія-Сіті     | брокер з нерухомості | Член Палати представників США Член Сенату Індіани                                                                                      |
| Каліфорнія        |         | Адам Шифф           |        | демократ       | 22 червня 1960 (64 роки)     | 8 грудня 2024       | 2030       | Бербанк           | адвокат | Член Палати представників США Член Сенату Каліфорнії                                                                                   |
| Каліфорнія        |         | Алекс Падія         |        | демократ       | 22 березня 1973 (52 роки)    | 20 січня 2021       | 2028       | Лос-Анджелес      | інженер | Державний секретар Каліфорнії |
| Канзас            |         | Роджер Маршалл      |        | республіканець | 9 серпня 1960 (64 роки)      | 3 січня 2021        | 2026       | Грейт Бенд        | офіцер резерву Армії США доктор                                                                                                | Член Палати представників США |
| Канзас            |         | Джеррі Моран        |        | республіканець | 29 травня 1954 (70 років)    | 3 січня 2011        | 2028       | Гейс              | банкір адвокат | Член Палати представників США Член Сенату Канзасу                                                                                      |
| Кентуккі          |         | Мітч Макконнелл     |        | республіканець | 20 лютого 1942 (83 роки)     | 3 січня 1985        | 2026       | Луїсвілл          | адвокат працівник Сенату США                                                                                                   | Посадовець Міністерства юстиції США Голова округу Джефферсон                                                                           |
| Кентуккі          |         | Ренд Пол            |        | республіканець | 7 січня 1963 (62 роки)       | 3 січня 2011        | 2028       | Боулінг-Грін      | лікар-офтільмолог | — |
| Колорадо          |         | Майкл Беннет        |        | демократ       | 28 листопада 1964 (60 років) | 22 січня 2009       | 2028       | Денвер            | адвокат голова інвестиційної компанії адміністратор громадської школи                                                          | Суперінтендант громадських шкіл Денвера Голова адміністрації Мера міста Денвер                                                         |
| Колорадо          |         | Джон Гікенлупер     |        | демократ       | 7 лютого 1952 (73 роки)      | 3 січня 2021        | 2026       | Денвер            | геолог бізнесмен | Губернатор Колорадо Мер Денверу |
| Коннектикут       |         | Річард Блюменталь   |        | демократ       | 13 лютого 1946 (79 років)    | 3 січня 2011        | 2028       | Гринвіч           | офіцер резерву морської піхоти адвокат                                                                                         | Генеральний прокурор штату Коннектикут Федеральний прокурор Член Сенату Коннектикуту Член Палати представників Коннектикуту            |
| Коннектикут       |         | Кріс Мерфі          |        | демократ       | 3 серпня 1973 (51 рік)       | 3 січня 2013        | 2030       | Чешир             | адвокат менеджер політичних кампаній                                                                                           | Член Палати представників США Член Сенату Коннектикуту Член Палати представників Коннектикуту                                          |
| Луїзіана          |         | Білл Кессіді        |        | республіканець | 28 вересня 1957 (67 років)   | 3 січня 2015        | 2026       | Батон-Руж         | лікар | Член Палати представників США Член Сенату Луїзіани                                                                                     |
| Луїзіана          |         | Джон Нілі Кеннеді   |        | республіканець | 21 листопада 1951 (73 роки)  | 3 січня 2017        | 2028       | Медісонвілл       | редактор журналу адвокат професор                                                                                              | Міністр фінансів Луїзіани |
| Массачусетс       |         | Елізабет Воррен     |        | демократка     | 22 червня 1949 (75 років)    | 3 січня 2013        | 2030       | Кембридж          | адвокатка професорка дослідниця голова неурядової організації                                                                  | Спеціальна радниця Бюро фінансового захисту споживачів                                                                                 |
| Массачусетс       |         | Ед Маркі            |        | демократ       | 11 липня 1946 (78 років)     | 16 липня 2013       | 2026       | Молден            | службовець Резерву Армії США адвокат                                                                                           | Член Палати представників США Член Палати представників Массачусетсу                                                                   |
| Мен               |         | Сьюзен Коллінз      |        | республіканка  | 7 грудня 1952 (72 роки)      | 3 січня 1997        | 2026       | Банґор            | працівниця Конгресу США голова неурядової організації                                                                          | Заступниця міністра фінансів штату Мен Комісар з фінансового регулювання штату Мен Регіональна директорка Адміністрації малого бізнесу |
| Мен               |         | Ангус Кінг          |        | незалежний     | 31 березня 1944 (80 років)   | 3 січня 2013        | 2030       | Брансвік          | адвокат працівник Сенату США бізнесмен корпоративний керівник ведучий новин на телебаченні                                     | Губернатор штату Мен |
| Меріленд          |         | Анджела Алсбрукс    |        | демократка     | 23 лютого 1971 (54 роки)     | 3 січня 2025        | 2030       | Аппер-Марлборо    | виконавчий директор управління доходів округу Принс-Джордж                                                                     | Керівник округу Принс-Джордж |
| Меріленд          |         | Кріс Ван Голлен     |        | демократ       | 10 січня 1959 (66 років)     | 3 січня 2017        | 2028       | Кенсінгтон        | працівник Сенату США адвокат                                                                                                   | Член Палати представників США Член Генеральної асамблеї Меріленду                                                                      |
| Міннесота         |         | Емі Клобучар        |        | демократка     | 25 травня 1960 (64 роки)     | 3 січня 2007        | 2030       | Міннеаполіс       | адвокатка | Прокурорка округу Ганнепін |
| Міннесота         |         | Тіна Сміт           |        | демократка     | 4 березня 1958 (67 років)    | 3 січня 2018        | 2026       | Міннеаполіс       | консультантка із зв'язків з громадськістю голова неурядової організації                                                        | Віцегубурнаторка штату Міннесота Голова адміністрації Губернатора Міннесоти                                                            |
| Міссісіпі         |         | Роджер Вікер        |        | республіканець | 5 липня 1951 (73 роки)       | 31 грудня 2007      | 2030       | Тупело            | офіцер Повітряних сил США працівник Палати представників США адвокат                                                           | Член Палати представників США Член Сенату Міссісіпі                                                                                    |
| Міссісіпі         |         | Сінді Гайд-Сміт     |        | республіканка  | 10 травня 1959 (65 років)    | 9 квітня 2018       | 2026       | Брукгейвен        | фермерка | Міністр сільського господарства і торгівлі штату Міссісіпі Член Сенату Міссісіпі                                                       |
| Міссурі           |         | Ерік Шмітт          |        | республіканець | 20 червня 1975 (49 років)    | 3 січня 2023        | 2028       | Глендейл          | адвокат професор | Генеральний прокурор штату Міссурі член Сенату Міссурі                                                                                 |
| Міссурі           |         | Джош Гоулі          |        | республіканець | 31 грудня 1979 (45 років)    | 3 січня 2019        | 2030       | Ешленд            | адвокат професор | Генеральний прокурор штату Міссурі |
| Мічиган           |         | Елісса Слоткін      |        | демократка     | 10 липня 1976 (48 років)     | 3 січня 2025        | 2030       | Голлі             | консультант аналітик ЦРУ | Член Палати представників США |
| Мічиган           |         | Гері Пітерс         |        | демократ       | 1 грудня 1958 (66 років)     | 3 січня 2015        | 2026       | Блумфілд-Гіллс    | офіцер Резерву ВМС США фінансовий радник прокурор професор і коледжі                                                           | Член Палати представників США Член Сенату Мічигану                                                                                     |
| Монтана           |         | Тім Шихі            |        | республіканець | 18 листопада 1985 (39 років) | 3 січня 2025        | 2030       | Бозмен            | бізнесмен | — |
| Монтана           |         | Стів Дейнс          |        | республіканець | 20 серпня 1962 (62 роки)     | 3 січня 2015        | 2026       | Бозмен            | бізнесмен | Член Палати представників США |
| Небраска          |         | Деб Фішер           |        | республіканка  | 1 березня 1951 (74 роки)     | 3 січня 2013        | 2030       | Лінкольн          | скотар | Член Легіслатури Небраски |
| Небраска          |         | Піт Рікеттс         |        | республіканець | 19 серпня 1964 (60 років)    | 12 січня 2023       | 2026       | Омаха             | бізнесмен | Губернатор Небраски |
| Невада            |         | Кетрін Кортес Масто |        | демократка     | 29 березня 1964 (60 років)   | 3 січня 2017        | 2028       | Лас-Вегас         | адвокатка | Генеральний прокурор штату Невада |
| Невада            |         | Джекі Роузен        |        | демократка     | 2 серпня 1957 (67 років)     | 3 січня 2019        | 2030       | Гендерсон         | програмістка | Член Палати представників США |
| Нью-Гемпшир       |         | Джин Шагін          |        | демократка     | 28 січня 1947 (78 років)     | 3 січня 2009        | 2026       | Медбері           | вчителька підприємець | Губернатор штату Нью-Гемпшир Член Сенату Нью-Гемпшира                                                                                  |
| Нью-Гемпшир       |         | Меґґі Гассен        |        | демократка     | 27 лютого 1958 (67 років)    | 3 січня 2017        | 2028       | Ньюфілдс          | адвокат | Губернатор штату Нью-Гемпшир Член Сенату Нью-Гемпшира                                                                                  |
| Нью-Джерсі        |         | Енді Кім            |        | демократ       | 12 липня 1982 (42 роки)      | 8 грудня 2024       | 2030       | Мурстаун          | офіцер із закордонних справ Державного департаменту США                                                                        | Член Палати представників США |
| Нью-Джерсі        |         | Корі Букер          |        | демократ       | 27 квітня 1969 (55 років)    | 31 жовтня 2013      | 2026       | Ньюарк            | адвокат | Мер міста Ньюарк Член муніципальної ради Ньюарка                                                                                       |
| Нью-Йорк          |         | Чак Шумер           |        | демократ       | 23 листопада 1950 (74 роки)  | 3 січня 1999        | 2028       | Бруклін, Нью-Йорк | адвокат | Член Палати представників США Член Асамблеї штату Нью-Йорк                                                                             |
| Нью-Йорк          |         | Кірстен Джіллібранд |        | демократка     | 9 грудня 1966 (58 років)     | 26 січня 2009       | 2030       | Олбані            | адвокатка | Член Палати представників США Юридична радниця Міністерства житла і міського розвитку США                                              |
| Нью-Мексико       |         | Бен Рей Лухан       |        | демократ       | 7 червня 1972 (52 роки)      | 3 січня 2021        | 2026       | Намбе             | заступник державного скарбника Нью-Мексико                                                                                     | Член Палати представників США |
| Нью-Мексико       |         | Мартін Гайнрік      |        | демократ       | 17 жовтня 1971 (53 роки)     | 3 січня 2013        | 2030       | Альбукерке        | голова неурядової організації консультант із зв'язків з громадськістю                                                          | Член Палати представників США Член міської ради Альбукерке                                                                             |
| Огайо             |         | Берні Морено        |        | республіканець | 14 лютого 1967 (58 років)    | 3 січня 2025        | 2030       | Вестлейк          | бізнесмен | — |
| Огайо             |         | Джон Хастед         |        | республіканець | 25 серпня 1967 (57 років)    | 21 січня 2025       | 2026       | Аппер-Арлінгтон   | віце-президент з бізнесу та економічного розвитку Торгово-промислової палати Дейтона                                           | Член законодавчого органу Огайо |
| Оклахома          |         | Марквейн Маллін     |        | республіканець | 26 липня 1977 (47 років)     | 3 січня 2023        | 2026       | Вествілл          | бізнесмен | Член Палати представників США |
| Оклахома          |         | Джеймс Ленкфорд     |        | республіканець | 4 березня 1968 (57 років)    | 3 січня 2015        | 2028       | Оклахома-Сіті     | вчитель директор некомерційної програми                                                                                        | Член Палати представників США |
| Орегон            |         | Рон Вайден          |        | демократ       | 3 травня 1949 (75 років)     | 6 лютого 1996       | 2028       | Портленд          | вчитель голова неурядової організації                                                                                          | Член Палати представників США |
| Орегон            |         | Джефф Мерклі        |        | демократ       | 24 жовтня 1956 (68 років)    | 3 січня 2009        | 2026       | Портленд          | голова неурядової організації аналітик Міністерства оборони США                                                                | Спікер Палати представників Орегону |
| Пенсільванія      |         | Джон Феттерман      |        | демократ       | 15 серпня 1969 (55 років)    | 3 січня 2023        | 2028       | Браддок           | керівник некомерційної організації                                                                                             | Віце-губернатор Пенсільванії Мер Браддоку                                                                                              |
| Пенсільванія      |         | Дейв Маккормік      |        | республіканець | 17 серпня 1965 (59 років)    | 3 січня 2025        | 2030       | Піттсбург         | заступник міністра фінансів з міжнародних справ бізнесмен                                                                      | — |
| Південна Дакота   |         | Джон Тун            |        | республіканець | 7 січня 1961 (64 роки)       | 3 січня 2005        | 2028       | Су-Фолс           | голова неурядової організації директор залізничної компанії штату                                                              | Член Палати представників США |
| Південна Дакота   |         | Майк Раундз         |        | республіканець | 24 жовтня 1954 (70 років)    | 3 січня 2015        | 2026       | Форт-П'єр         | бізнесмен | Губернатор штату Південна Дакота Член Сенату Південної Дакоти                                                                          |
| Південна Кароліна |         | Ліндсі Грем         |        | республіканець | 9 липня 1955 (69 років)      | 3 січня 2003        | 2026       | Сенека            | адвокат офіцер резерву Повітряних сил США                                                                                      | Член Палати представників США Член Палати представників Південної Кароліни                                                             |
| Південна Кароліна |         | Тім Скотт           |        | республіканець | 19 вересня 1965 (59 років)   | 2 січня 2013        | 2028       | Норт-Чарлстон     | агент зі страхування фінансовий радник                                                                                         | Член Палати представників США Член Палати представників Південної Кароліни Член ради округу Чарлстон                                   |
| Північна Дакота   |         | Джон Говен          |        | республіканець | 13 березня 1957 (68 років)   | 3 січня 2011        | 2028       | Бісмарк           | банкір | Губернатор штату Північна Дакота |
| Північна Дакота   |         | Кевін Крамер        |        | республіканець | 21 січня 1961 (64 роки)      | 3 січня 2019        | 2030       | Бісмарк           | чиновник | Член Палати представників США Комісар з державної служби Північної Дакоти                                                              |
| Північна Кароліна |         | Тед Бадд            |        | республіканець | 21 жовтня 1971 (53 роки)     | 3 січня 2023        | 2028       | Адванс            | бізнесмен | Член Палати представників США |
| Північна Кароліна |         | Том Тілліс          |        | республіканець | 30 серпня 1960 (64 роки)     | 3 січня 2015        | 2026       | Гантерсвілл       | бізнес-консультант | Спікер Палати представників Північної Кароліни                                                                                         |
| Род-Айленд        |         | Джек Рід            |        | демократ       | 12 листопада 1949 (75 років) | 3 січня 1997        | 2026       | Кренстон          | адвокат офіцер Армії США | Член Палати представників США Член Сенату Род-Айленду                                                                                  |
| Род-Айленд        |         | Шелдон Вайтгаус     |        | демократ       | 20 жовтня 1955 (69 років)    | 3 січня 2007        | 2030       | Провіденс         | адвокат | Генеральний прокурор штату Род-Айленд Федеральний прокурор                                                                             |
| Теннессі          |         | Вільям Гагерті      |        | республіканець | 14 серпня 1959 (65 років)    | 3 січня 2021        | 2026       | Нашвілл           | Посол США | — |
| Теннессі          |         | Марша Блекберн      |        | республіканка  | 6 червня 1952 (72 роки)      | 3 січня 2019        | 2030       | Брентвуд          | консультантка з маркетингу | Член Палати представників США Член Сенату Теннессі                                                                                     |
| Техас             |         | Джон Корнин         |        | республіканець | 2 лютого 1952 (73 роки)      | 1 грудня 2002       | 2026       | Сан-Антоніо       | адвокат | Генеральний прокурор штату Техас |
| Техас             |         | Тед Круз            |        | республіканець | 22 грудня 1970 (54 роки)     | 3 січня 2013        | 2030       | Х'юстон           | адвокат | Помічник заступника Генерального прокурора США                                                                                         |
| Флорида           |         | Ешлі Муді           |        | республіканка  | 28 березня 1975 (49 років)   | 21 січня 2025       | 2026       | Плант-Сіті        | адвокатка | Генеральна прокурорка Флориди |
| Флорида           |         | Рік Скотт           |        | республіканець | 1 грудня 1952 (72 роки)      | 8 січня 2019        | 2030       | Нейплс            | офіцер Військово-морських сил США адвокат                                                                                      | Губернатор штату Флорида |
| Юта               |         | Майк Лі             |        | республіканець | 4 червня 1971 (53 роки)      | 3 січня 2011        | 2028       | Альпін            | адвокат | Помічник федерального прокурора |
| Юта               |         | Джон Кертіс         |        | республіканець | 10 травня 1960 (64 роки)     | 3 січня 2025        | 2030       | Прово             | бізнесмен | Член Палати представників США |

## Виноски
1. 1 2 3  Два незалежних сенатори, Ангус Кінг та Берні Сандерс, афіліюються з демократами
2. ↑  Віцепрезидент США є формальним головою Сенату США
3. ↑  Призначена після відставки Тада Кокрена